# کولون عرضی
در آناتومی انسان، کولون عرضی (به انگلیسی: Transverse colon) یا پس‌رودهٔ افقی طولانی‌ترین و متحرک‌ترین بخش روده بزرگ است.

## موقعیت آناتومی
از روده بزرگ صعودی در خم کولون راست (خم کبدی) با خمیدگی پایین‌رونده به سوی کولون نزولی عبور می‌کند و در آنجا به شدت روی خود در زیر انتهای پایین طحال خم می‌شود و خم کولون چپ (خم طحال) را تشکیل می‌دهد. در مسیر خود قوسی را توصیف می‌کند که فرورفتگی آن به سوی عقب و کمی به سمت بالا است. به سوی انتهای طحال آن اغلب یک خمیدگی U-شکل ناگهانی وجود دارد که ممکن است پایین‌تر از خمیدگی اصلی پایین بیاید.
تقریباً به‌طور کامل توسط صفاق پشتیبانی می‌شود و توسط یک تکثیر بزرگ و پهن از آن غشاء، مزانتر، به مرز تحتانی لوزالمعده متصل می‌شود.
از نظر سطح بالایی با کبد و کیسه صفرا، خمیدگی بزرگ معده و انتهای پایین طحال ارتباط دارد. با سطح زیرین آن، با روده کوچک؛ با سطح جلویی آن، با لایه خلفی چادرینه بزرگ و دیواره شکم. سطح پشتی آن از راست به چپ با بخش پایین دوازدهه، سر لوزالمعده و برخی از پیچش‌های ژژونوم و ایلئوم در ارتباط است.
کولون عرضی آب و املاح را جذب می‌کند.